# Joe Morrone
Joe Morrone Jr. (Middlebury, 19 marzo 1959) è un ex calciatore statunitense.

## Carriera
Formatosi nella rappresentativa dell'università del Connecticut, allenata dal padre Joe Morrone, nel 1980, dopo aver vinto l'Hermann Trophy, passa al Tulsa Roughnecks. Con i Roughnecks gioca dapprima nel campionato indoor, per poi esordire nella North American Soccer League 1981, ottenendo l'accesso agli ottavi di finale per l'assegnazione del torneo. Nella stessa stagione ottiene il titolo individuale di miglior esordiente stagionale.
L'annata seguente passa a stagione in corso al San Jose Earthquakes (che durante la sua militanza cambieranno il nome in "Golden Bay Earthquakes") con cui ottiene il quinto posto della Western Division.
Dopo un'altra stagione indoor con gli "Earthquakes", Morrone passò al Pittsburgh Spirit, militante nei campionati indoor.

## Palmarès

### Individuale
- NASL Rookie of the Year: 1

1981